# Wollastonia dentata
Wollastonia dentata ist eine Pflanzenart aus der Gattung Wollastonia in der Unterfamilie Asteroideae innerhalb der Familie der Korbblütler (Asteraceae).

## Beschreibung und Phänologie

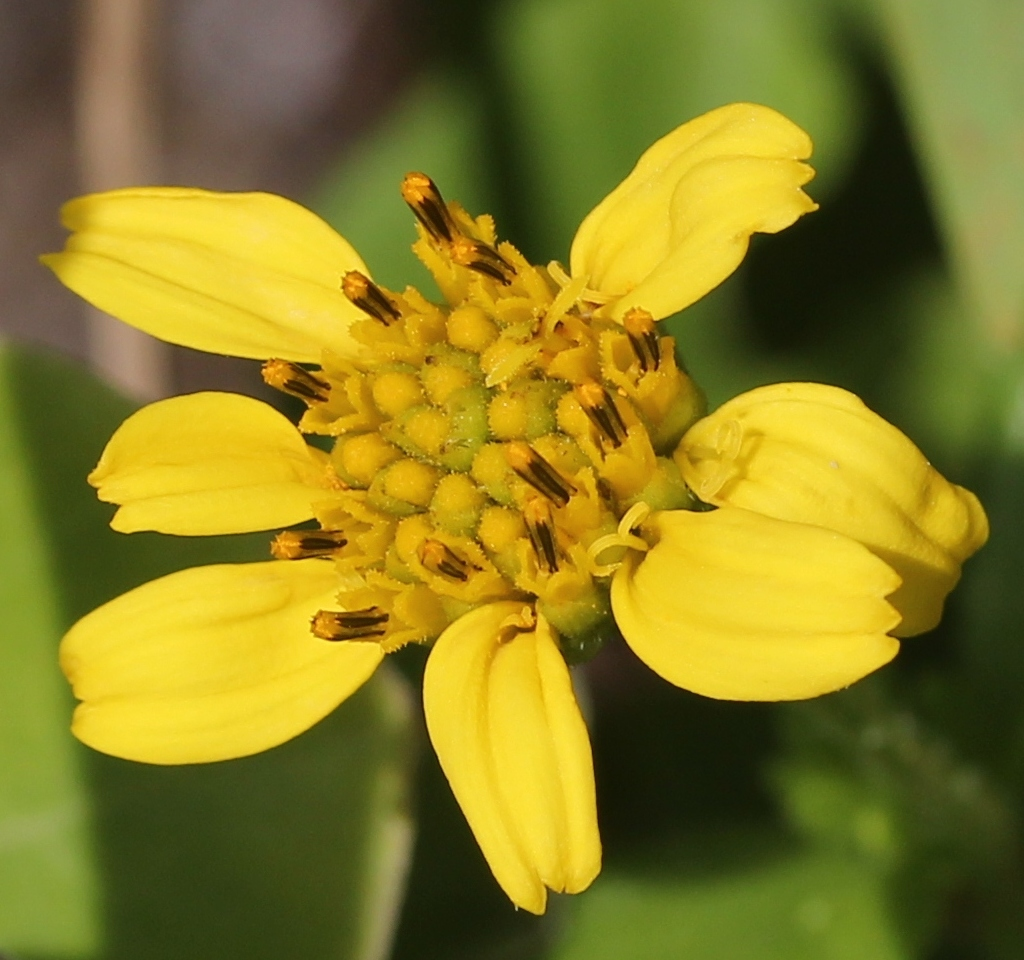
Blütenkorb mit den schwarzen Theken an den Scheibenblüten und zweiästigen Griffeln an den Strahlenblüten

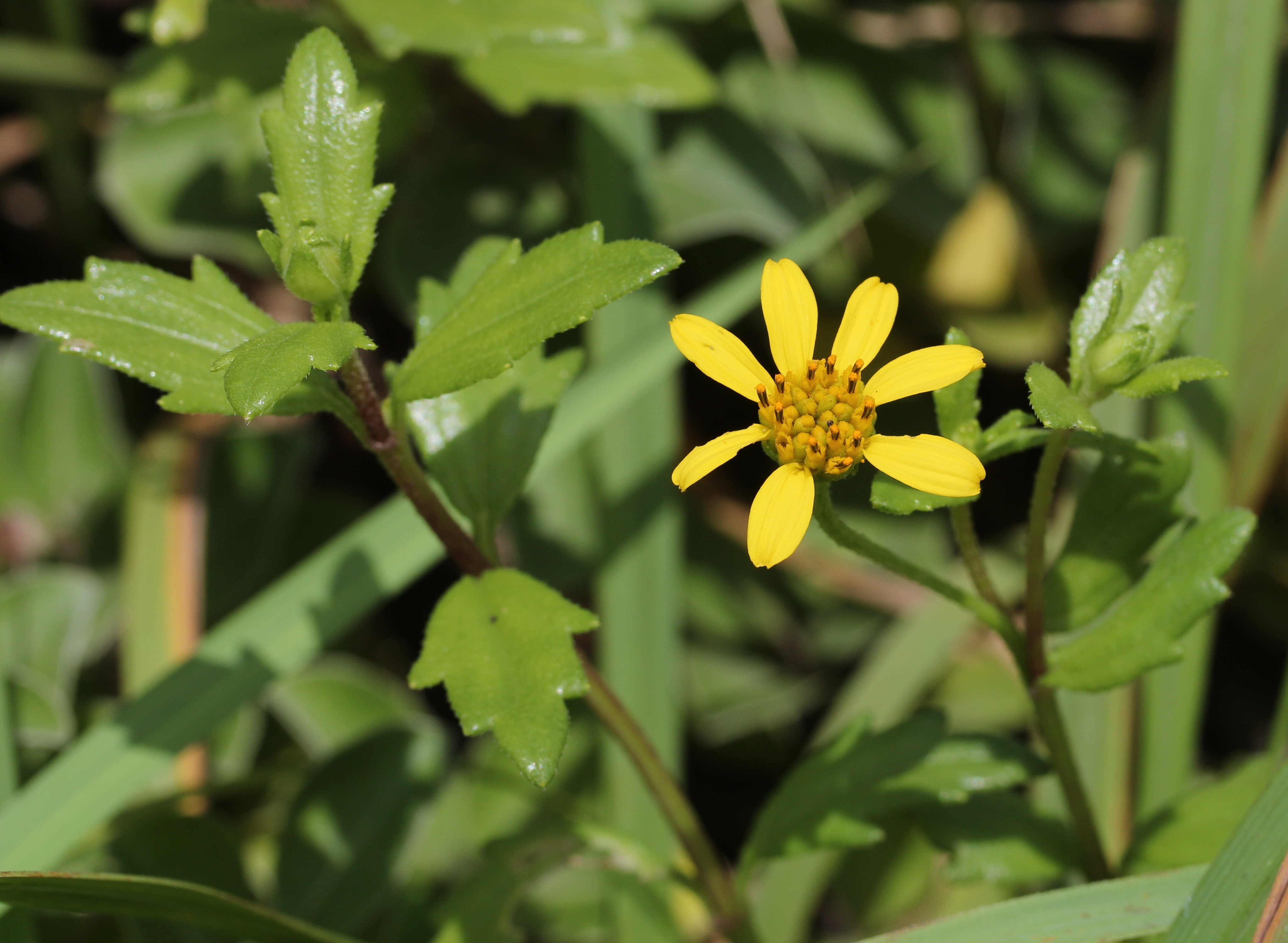
Gegenständige Laubblätter und Blütenkorb

### Vegetative Merkmale
Wollastonia dentata ist eine ausdauernde krautige Pflanze und erreicht Wuchshöhen von bis zu 60 Zentimetern. Die oberirdischen Pflanzenteile sind rau behaart. Es werden manchmal Wurzeln an den Knoten (Nodien) der Stängel gebildet. Die kriechenden Stängel sind bis zu 20 Zentimeter lang und die blühenden Stängelenden sind aufsteigend, beblättert sowie dicht striegelig behaart.
Die gegenständig am Stängel verteilt angeordneten Laubblätter sind in Blattstiel und Blattspreite gegliedert. Der Blattstiel ist 2 bis 8 Millimeter lang. Die einfache, etwas dicke, ledrige Blattspreite ist bei einer Länge von 1,5 bis 4,5 Zentimetern sowie bei einer Breite von 4 bis 12 Millimetern länglich, manchmal eiförmig oder lanzettlich mit keilförmiger Spreitenbasis und spitzem oberen Ende. Die Blattränder sind entfernt gezähnt. Beide Blattflächen sind striegelig behaart. Es sind meist drei Hauptnerven vorhanden.

### Generative Merkmale
Die Blütenzeit reicht je nach Standort von März bis Oktober, in Japan beginnt sie erst im Juli. Auf den Stängeln stehen endständig meist einzeln auf 1 bis 7 Zentimeter langen Korbschäften die körbchenförmigen Blütenstände.
Die bei einem Durchmesser von 10 bis 12 Millimetern sowie einer Höhe von 5 bis 6 Millimetern halbkugelförmigen Hüllen (Involucrum) enthalten die Hüllblätter in nur einer Reihe. Alle Hüllblätter sind pergamentartig und bei einer Breite von 2 bis 3,5 Millimetern eiförmig bis eiförmig-länglich mit spitzem bis stumpfen oberen Ende sowie locker striegelig behaart. Der Blütenstandsboden ist konvex. Die steifen, häutigen Spreublätter sind linealisch oder lanzettlich bis eiförmig mit einem grünen, verdicktem oberen Ende und gekielt und im unteren stark gerillten Bereich und auf der Unterseite rau.
Die Blütenkörbchen weisen einen Durchmesser von 5 bis 22 Millimetern und eine Höhe von 16 bis 22 Millimetern auf. Die Blütenkörbe enthalten Zungenblüten und Röhrenblüten. Die fertilen weiblichen Zungenblüten (= Strahlenblüten) sind gelb, 8 bis 11 Millimeter lang sowie etwa 4 Millimeter breit, mit einer kurz zwei- oder selten dreilappigen Zunge. Die meist zwittrigen, fertilen Röhrenblüten (= Scheibenblüten) sind 5 bis 6 Millimeter lang und gelb bis grünlich-gelb. Ihre Kronröhre endet in fünf Kronzipfel. Die Theken der Staubbeutel sind schwarz. Der Griffel ist zweiästig.
Die Achänen reifen von Juli bis September. Die bei einer Länge von 3,5 bis 4 Millimetern sowie bei einem Durchmesser von etwa 2 Millimetern verkehrt-kegelförmigen Achänen sind in oberen Bereich striegelig behaart und dimorph. Die äußeren Achänen sind dreikantig und die inneren sind vierkantig. Der Pappus besteht er nur aus ein oder zwei oft hinfälliger Borsten.
Die Chromosomengrundzahl beträgt x =15; es liegt Diploidie mit einer Chromosomenzahl von 2n = 30.

## Verbreitung
Wollastonia dentata ist besonders an den Küsten der chinesischen Provinz Guangdong, Taiwans, Japans (Honshu, Shikoku, Kyushu, Okinawa), Koreas, Thailands, Vietnams sowie der Philippinen verbreitet. Sie gedeiht auf Dünen und an sandigen Küsten.

## Taxonomie
Die unvollständige Erstbeschreibung erfolgte 1910 unter dem Namen (Basionym) Eclipta dentata durch Augustin Abel Hector Léveillé und Eugène Vaniot in Bulletin de l’Académie Internationale de Géographie Botanique, Séries 3, 20 (243), Seite 11. Es gab mehrere Versuche diese Art zu benennen. Die Neukombination zu Wollastonia dentata (H.Lév. & Vaniot) Orchard wurde 2013 durch den australischen Botaniker Anthony Edward Orchard (* 22. Mai 1946), der am State Herbarium of South Australia tätig war, in The Wollastonia/Melanthera/Wedelia generic complex (Asteraceae: Ecliptinae), with particular reference to Australia and Malesia. In: Nuytsia, Volume 23, S. 397 veröffentlicht.
Synonyme für Wollastonia dentata (H.Lév. & Vaniot) Orchard sind: Eclipta dentata H.Lév. & Vaniot nom. nud. non B.Heyne ex Wall., Verbesina prostrata Hook. & Arn. nom. illeg. non L., Wollastonia prostrata (Hook. & Arn.) Hook. & Arn. nom illeg. non DC., Wedelia prostrata Hemsl. William Botting Hemsley, Melanthera prostrata (Hemsl.) W.L.Wagner & H.Rob., Wedelia prostrata var. robusta Makino, Wedelia robusta (Makino) Kitam., Melanthera robusta (Makino) K.Ohashi & H.Ohashi.

## Weiterführende Literatur
- Jiali Dai, Liang Zhu, Li Yang, Jun Qiu: Chemical composition, antioxidant and antimicrobial activities of essential oil from Wedelia prostrata. In: EXCLI Journal, Volume 12, 2013, S. 479–490. eCollection 2013. Abstract Volltext-PDF.

- Karte mit allen verlinkten Seiten:
- OSM |
- WikiMap